# Kartezični koordinatni sistem
Kartézični koordinátni sistém je pravokotni koordinatni sistem, ki ga določata dve (v dvorazsežnem prostoru) ali tri (v trirazsežnem) med seboj pravokotni osi. Osi imenujemo abscisna os (ali os x), ordinatna os (ali os y) in aplikatna os (ali os z). Presečišče osi koordinatnega sistema je točka, ki jo imenujemo koordinatno izhodišče. V matematiki velja dogovor, da je merska enota za obe (oziroma vse tri) osi ista, saj le v tem primeru veljajo nekatere matematične formule (npr. za kot med premicama ipd). 
Glavni namen koordinatnega sistema je podajanje točk s števili (koordinatami).
Lego točke v kartezičnem koordinatnem sistemu opišemo s pravokotnimi projekcijami točke na koordinatne osi:
- projekcija točke na os x določa absciso točke
- projekcija točke na os y določa ordinato točke
- projekcija točke na os z določa aplikato točke

Ravnina opremljena s kartezičnim koordinatnim sistemom se imenuje kartezična ravnina. Kartezična ravnina je enakovredna kartezičnemu produktu {\displaystyle \mathbb {R} \times \mathbb {R} } (pišemo tudi {\displaystyle \mathbb {R} ^{2}}), saj je vsaka točka ravnine enolično določena s parom realnih števil (koordinat).
Prostor opremljen s kartezičnim koordinatnim sistemom je enakovreden kartezičnemu produktu {\displaystyle \mathbb {R} \times \mathbb {R} \times \mathbb {R} } (pišemo tudi {\displaystyle \mathbb {R} ^{3}}), saj je vsaka točka prostora enolično določena s trojico realnih števil (koordinat).

## Zgodovina
Kartezični koordinatni sistem nosi svoje ime po francoskem filozofu in matematiku Renéju Descartesu, ki je uporabljal latinski vzdevek Cartesius, Kartezij. Med drugim je poskušal združiti algebro z evklidsko geometrijo. Zamisel opisanega koordinatnega sistema je razvil v dveh razpravah, objavljenih leta 1637: Razprava o metodi pravilnega vodenja razuma v iskanju resnice v naravoslovju (francosko Discours de la Methode pour bien conduire sa raison et chercher la verite dans les sciences) ter Geometrija (La géométrie).